# غوردون داي
غوردون داي (بالإنجليزية: Gordon Day) هو منافس ألعاب قوى جنوب أفريقي، ولد في 4 يناير 1936 في Alexander Bay, South Africa ‏ في جنوب أفريقيا.

## وصلات خارجية
- غوردون داي على موقع أوليمبيديا (الإنجليزية)
- غوردون داي على موقع اتحاد ألعاب الكومنولث (مؤرشف) (الإنجليزية)